# Alexander Malcolm Jacob
Alexander Malcolm Jacob (1849-1921) fue comerciante de diamantes y piedras preciosas en Shimla, India. Probablemente cristiano jacobita, su abuelo era ingeniero en Constantinopla y su padre fue el primer fabricante de jabón en el Imperio otomano.

## Semblanza
A los diez años, Jacob fue vendido como esclavo a un bajá, quien lo educó. Adquirió conocimientos sobre la vida oriental, el idioma, el arte, la literatura y la filosofía, así como sobre ocultismo. Tras la muerte de su amo, Jacob realizó la peregrinación a La Meca a los 21 años, lo que indica que por entonces era musulmán. Se mudó a Bombay, India, donde trabajó como oficinista gracias a sus conocimientos de árabe. Posteriormente, se mudó a Hyderabad, donde trabajó para Ami-ul-Kabir, padre de Sir Kharsheedjah Bahadur. De allí, se trasladó a Calcuta, donde trabajó para la joyería Charles Nephew and Co. Posteriormente, trabajó para el Nawab de Rampur y Dholpur durante un breve periodo.
Jacob llegó a Shimla en la década de 1870 y fundó un negocio de comercio de piedras preciosas y curiosidades. El éxito del negocio le permitió construir y mantener una residencia de lujo, conocida como Belvedere, en Simla.
La calidad de su trabajo le valió una clientela compuesta por algunas de las personas más ricas e influyentes de la India. El diario indio de lengua inglesa The Pioneer lo encontró «dotado por la naturaleza de un rostro y una figura maravillosamente hermosos», y señaló que poseía un «magnetismo irresistible, un poder y un misterio que lo llevaron a ser buscado para conversar y aconsejar a virreyes y príncipes». Los informes indican que era célibe, vegetariano, abstemio y no fumaba.

## Diamante Jacob
Es conocido por haber vendido el diamante Jacob, el séptimo diamante más grande del mundo (anteriormente conocido como Diamante Victoria, Diamante Imperial o Gran Diamante Blanco). La piedra fue propiedad del Nizam de Hyderabad, y actualmente pertenece al Gobierno de la India.
La venta del diamante Jacob a Mir Mahbub Ali Khan, Nizam de Hyderabad, considerado uno de los hombres más ricos del mundo, arruinó a Jacob. Fue llevado a juicio por fraude y absuelto tras un largo proceso en el Tribunal Superior de Calcuta. Jacob no pudo obtener el dinero que se le debía, ya que el tribunal no tenía jurisdicción sobre los estados indios. Tampoco existía ningún mecanismo para recuperar el diamante. La controversia sobre la venta le costó a Jacob sus clientes. Los gastos legales y el impago de otros príncipes lo llevaron a la ruina, por lo que tuvo que abandonar Simla para trasladarse a Bombay a finales de 1901.
Jacob perdió la vista y, tras catorce años de ceguera, se curó gracias a la caridad de un amigo cirujano. Sus últimos años transcurrieron en una modesta habitación en el Anexo Watson, una propiedad frente al Club de Yates de Bombay. Las últimas palabras de Jacob (a Alice Dracott) fueron: «Dale recuerdos a Simla». Falleció en 1921 y su obituario en The Times del 21 de enero de 1921 indicaba que Jacob «afirmaba ser turco... nacido cerca de Constantinopla».

## En la cultura popular
- El autor estadounidense F. Marion Crawford escribió la novela Mr. Isaacs sobre él en 1882.
- El personaje Lurgan Sahib de la novela Kim de Rudyard Kipling también se basó en Jacob.
- Una biografía de John Zubrzycki, "The Mysterious Mr Jacob: diamond merchant, magician and spy" (El misterioso Sr. Jacob: comerciante de diamantes, mago y espía) ISBN 9780995359437, se publicó en 2017.